# Leucorea
Leucorea sau Universitatea din Wittemberg este campusul din Wittenberg al Universității Martin Luther Halle-Wittenberg, succesor al Universității din Wittenberg. În 2002, în Lutherstadt Wittenberg a fost sărbătorită cea de-a 500-a aniversare a fondării universității.

## Istorie

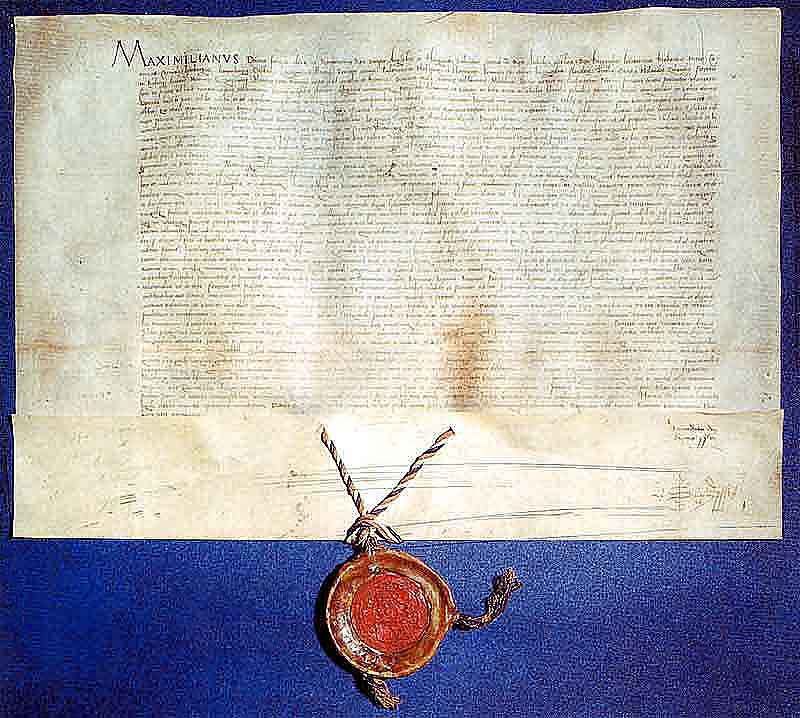
Zapisul regelui Maximilian pentru Universitatea din Wittenberg, făcut la Ulm, în 6 iulie 1502, pergament cu pecete

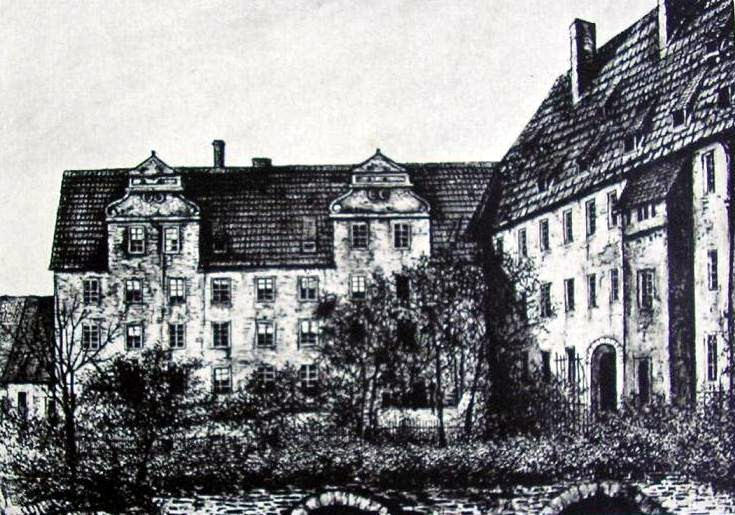
Universitatea din Wittenberg, secolul al XIX-lea

### Fondată în 1502
La instigarea Electorului Friedric cel Înțelept din Principatul Saxoniei, regele romano-german și ulterior împăratul Maximilian I a acordat, printr-o cartă regală parafată la 6 iulie 1502, privilegiul regal de înființare a unei universități, care și-a deschis porțile la Wittenberg în 18 octombrie 1502, ca prima universitate după Partiția de la Leipzig. Aceasta a fost destinată formării de avocați, teologi și medici pentru administrația de stat a Ducatelor Ernestine. Confirmarea papală a fost dată la 2 februarie 1503 de legatul papal Raimund Peraudi.
Primul rector a fost Martin Pollich, primul decan al facultății de teologie Johann von Staupitz, primul cancelar Goswin von Orsoy. Datorită reputației lor, aceștia au reușit să atragă mulți profesori și studenți la universitatea nou înființată. Universitatea Wittenberg a primit numele grecesc Leucorea (greacă veche λευκός și ὄρος, adică „munte alb”) de la umaniștii care lucrau aici.
Primele statute ale universității au fost puternic inspirate din cele ale Universității din Tübingen. În ceea ce privește conținutul și structura, universitatea a fost astfel modelată după universitățile existente în Germania. Facultatea de Filosofie a pus bazele pe care au fost construite Facultățile de Drept, Medicină și Teologie. Pentru a finanța universitatea, Electorul Frederick a legat noua universitate de Congregația Tuturor Sfinților și de alte congregații de binefacere aparținătoare domeniului său în 1507. Transferul drepturilor lui Frederic cel Înțelept a conferit universității un statut special cu propria sa jurisdicție în secolul al XVI-lea.
Deoarece academicienii din Wittenberg favorizau umanismul, tânăra universitate a dobândit o bună reputație. Cercetători cunoscuți precum Christoph von Scheurl, Andreas Bodenstein și Hieronymus Schurff au predat la universitate în primii ani. Staupitz a aranjat numirea călugărului augustinian Martin Luther, pe atunci puțin cunoscut, la o catedră în 1508. Ulterior, au fost numiți și Nikolaus von Amsdorf și Philipp Melanchthon pentru limba greacă. În perioada de după Luther, Wittenberg a fost considerat un centru al ortodoxiei luterane.
Pentru populația sorabă din Luzacia, Universitatea din Wittenberg era a doua cea mai importantă universitate după Universitatea din Leipzig, în special pentru studenții de teologie protestantă. În 1749, au fondat Societatea predicatorilor sorabi din Wittenberg la universitate.

### Închiderea din 1813
Predarea la Universitatea din Wittenberg a fost întreruptă în martie 1813. Ultimul său rector în semestrul de vară 1815 a fost Karl Klien. Odată cu Congresul de la Viena din 1815, teritoriile săsești din jurul orașului Wittenberg au ajuns în Prusia. Ca urmare, în ciuda mai multor încercări din partea orașului Wittenberg de a păstra universitatea locală, universitatea a fost mutată din Wittenberg în Halle, unde Universitatea din Halle-Wittenberg a fost fondată la 12 aprilie 1817. Drept compensație, Wittenberg a devenit locația seminarului evanghelic, care se află în prezent în Castelul Wittenberg. Fridericianum a fost transformat în cazarmă și ulterior folosit ca locuință. Wittenberg și-a pierdut astfel cea mai importantă instituție și s-a transformat într-un oraș de garnizoană și industrial.

### Reînființarea în 1994
Inițiativele de reînființare a universității au rămas fără succes pentru o lungă perioadă de timp. Abia după reunificarea Germaniei în 1990, în cooperare cu Universitatea Martin Luther din Halle-Wittenberg, Fundația Leucorea a fost înființată cu statut de drept public ca parte a Universității Martin Luther din Halle-Wittenberg, printr-o hotărâre publicată la 26 aprilie 1994, în buletinul oficial al guvernului landului Saxonia-Anhalt. Scopul fundației este de a sprijini cultivarea și dezvoltarea științei în cercetare, predare și studiu la universitate și în facilitățile universitare din Wittenberg. În acest scop, evenimentele științifice și culturale sunt planificate și desfășurate la Leucorea, iar următoarele secțiuni și centre se află la Fridericianum, care a fost renovat până în 1998.

## Sigiliu
Sigiliul de astăzi corespunde tipului de sigiliu utilizat de rectorul Universității Wittenberg în 1502, anul înființării acesteia. Acesta îl prezintă pe fondatorul Universității Wittenberg, electorul săsesc Frederic cel Înțelept, într-un portret bust cu pălărie de elector și haină de hermină, cu literele „FRID: 3” (Fridericus III) pe piept. Frederick poartă sabia electorală cu ambele mâini spre stânga. Întreruptă de patru steme dispuse în perechi de o parte și de alta, o bandă de scris împletită poartă inscripția: „DOCERE / ME AVSPICE / CEPIT / WITTENBERG. / VNIVERSIT. / 1502”. („Universitatea din Wittenberg a început să predea la inițiativa mea în 1502”). Stemele conțin sabia electorală a mareșalilor imperiali și electorilor saxoni în partea stângă sus, stema Saxoniei în partea dreaptă sus, leul landgraviatului Turingiei (orientate spre interior) în partea stângă jos și leul Mărcii de Meissen în partea dreaptă jos.
Cel mai vechi sigiliu al Universității din Jena (din 1552/58) este aproape identic cu sigiliul de la Wittenberg în ceea ce privește designul, dimensiunea și inscripția.

## Institutele Fundației Leucorea

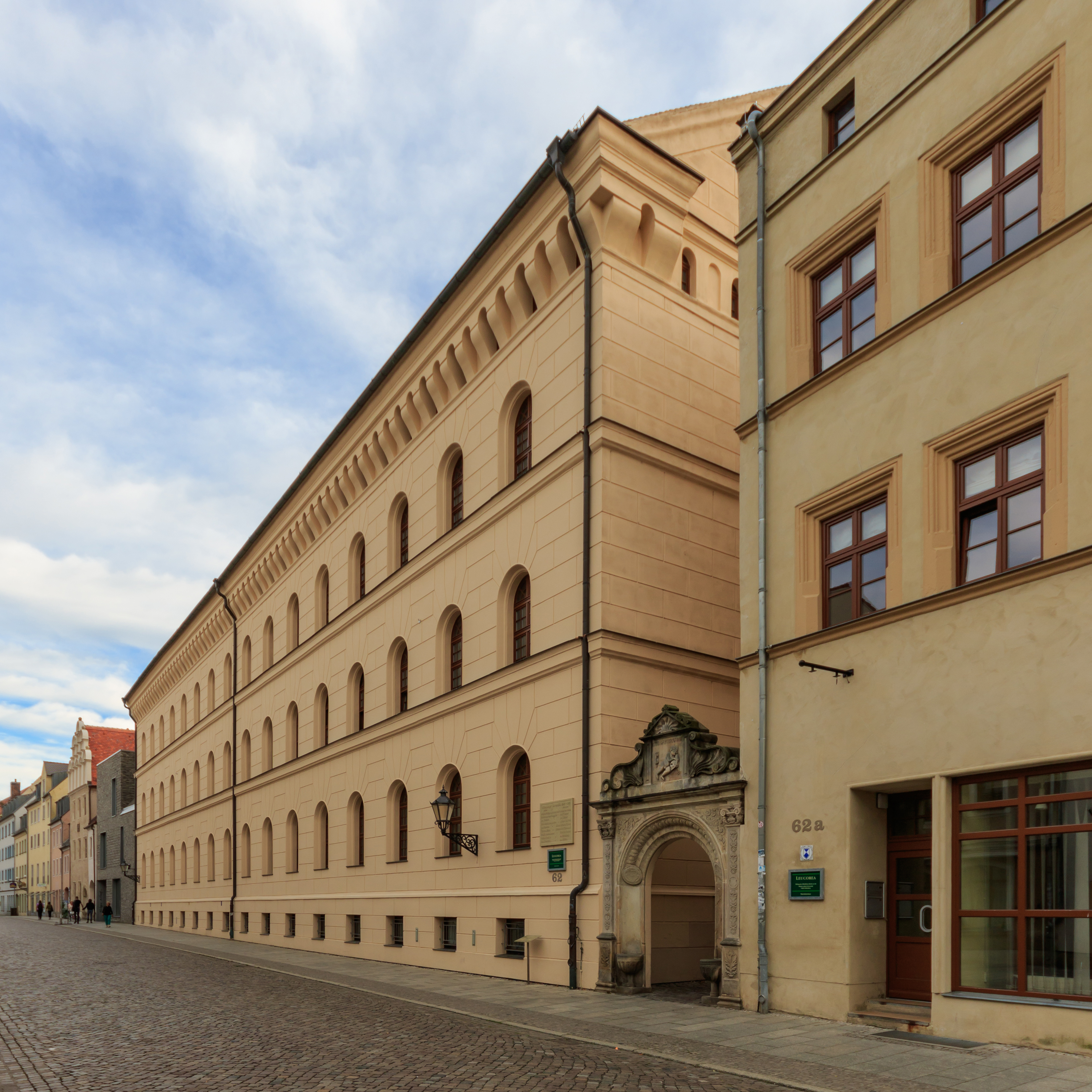
Clădirea Leucorea, fațada dinspre stradă

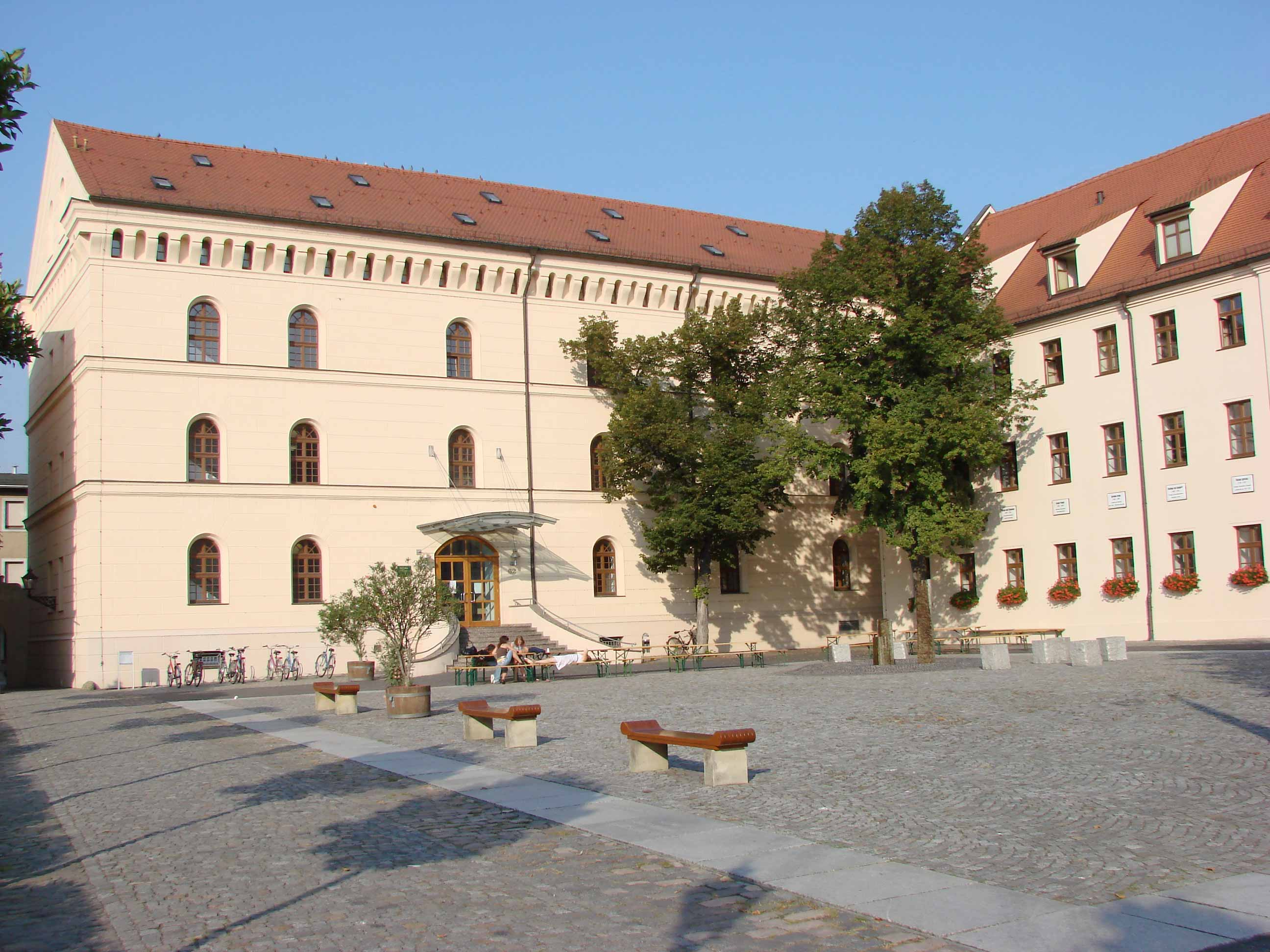
Clădirea Leucorea, curtea interioară

### Foste institute
- Centrul de Studii SUA (abreviat ZUSAS)

Înființat la 31 octombrie 1995 sub conducerea lui Hans-Jürgen Grabbe și sponsorizat de Fundația Leucorea, ZUSAS s-a preocupat de transmiterea de cunoștințe despre procesele sociale din USA. Centrul de la Leucorea s-a specializat în cercetarea culturii, societății, politicii și istoriei Statelor Unite. ZUSAS dispunea de o vastă colecție de literatură de specialitate în biblioteca fundației, care trebuia să servească și profesorilor de studii regionale americane și de limba engleză pentru perfecționare și dezvoltarea conceptelor metodologice. Din 2006 până în 2013, a continuat sub denumirea de Centrul pentru studii americane la Universitatea Martin Luther din Halle-Wittenberg, ca instituție a Universității Martin Luther.
- Centrul pentru istoria Reformei și a ortodoxiei luterane a Universității Martin Luther din Halle-Wittenberg (Zentrum für Reformationsgeschichte und Lutherische Orthodoxie der Martin-Luther-Universität Halle-Wittenberg)

Instituția, care există din 31 octombrie 1996, se ocupă cu cercetarea istoriei Reformei și a contextelor istorice din perioada ortodoxiei luterane. În strânsă cooperare cu Universitatea din Leipzig și Institutul de Istorie Europeană din Mainz, au fost cercetate evoluțiile teologice, filosofice, de pietate și de istorie mentală. În Wittenberg, sursele bibliotecii seminarului evanghelic protestant, sursele monumentelor lui Luther, arhivele orașului și ale parohiilor au fost disponibile pentru concentrarea cercetării.
- Centrul Științific Saxonia-Anhalt

Centrul Științific Saxonia-Anhalt a existat din 2005 până în 2014.

### Institute active în prezent
- Institutul pentru limba și cultura germană de la Universitatea Martin Luther Halle-Wittenberg

Această instituție este dedicată limbii germane și oferă participanților interculturali posibilitatea de a-și dezvolta competențele comunicative, culturale și sociale în cadrul didacticii lingvisticii germane. Noi metode de predare a limbilor străine sunt utilizate pentru a dezvolta și completa competențele comunicative.
- Institutul de Cercetare în Învățământul Superior al Universității Martin Luther din Halle-Wittenberg
- Centrul Wittenberg pentru Etică Globală
- Biroul Mesrop pentru Studii Armene (anterior: Centrul Mesrop pentru Studii Armene)
- Centrul de Cercetare în Studii Ebraice
- Centrul de Cercetare Septuaginta

## Profesori (1502–1817)
- Andreas Bodenstein (1480–1541), reformator
- Martin Luther (1483–1546), părinte al Reformei
- Bartholomäus Bernhardi (1487–1551), teolog
- Johann Forster (1496–1556), teolog
- Philipp Melanchthon (1497–1560), reformator
- Johannes Aurifaber (Vratislaviensis) (1517–1568), teolog și reformator
- Ulrich von Mordeisen (1519–1572), jurist, rector, om de stat și diplomat
- Johann Hermann (1527–1605), medic
- Salomon Alberti (1540–1600), medic
- Petrus Albinus (1543–1598), poet și istoric
- Salomon Gesner (1559–1605), teolog
- Friedrich Taubmann (1565–1613), filolog, rector
- Wilhelm Nigrinus (1588–1638), teolog, rektor
- August Buchner (1591–1661), filolog, rector
- Josephus Adjutus (1602–1668), poliglot
- Johann Andreas Quenstedt (1617–1688), teolog
- Georg Wilhelm Kirchmaier (1673–1759), filozof, retor și lingvist
- Augustin Leyser (1683–1752), jurist
- Abraham Vater (1684–1751), medic și filozof
- Johann Matthias Hase (1684–1742), matematician și cartograf
- Nikolaus Ludwig von Zinzendorf (1700–1760), fondator al Herrnhuter Brüdergemeine
- Georg Rudolf Böhmer (1723–1803), medic și botanist
- Johann Reinhold Forster (1729–1798), teolog și botanist
- Heinrich Leonhard Heubner (1780–1853), teolog

## Studenți (1502–1817)
- Gregor Brück (1483–1557), cancelar al Saxoniei
- Johannes Agricola (1494–1566), teolog și reformator
- Erasmus Alber (în jur de 1498–1553), teolog
- Sebald Hauenreuter (1508–1589), filozof, medic și lector universitar
- Mikael Agricola (1509–1557), teolog și reformator finlandez
- Christian Brück (1516–1567), cancelar al Saxoniei
- Maximilian Mörlin (1516–1584), teolog și reformator
- Johannes Aurifaber (Vimariensis) (în jur de 1519–1575), teolog
- Thomas Jordan (1539-1585), medic, balneolog, publicist
- Johann Arndt (1555–1621), teolog
- Lambert Ludolph Helm (Pithopoeus) (1558–1559), poet și lector universitar
- Johann Thaddäus (1570–1652), teolog și scriitor evangelic
- Tobias Knobloch (1574–1634), medic și scriitor de cărți medicale
- Bartholomäus Dietwar (1592–1670), pastor evangelic și scriitor
- Johann Michael Dilherr (1604–1669), teolog și filolog
- Paul Gerhardt (1607–1676), teolog și poet de cânturi religioase
- Zacharias Lund (1608–1667), poet
- Samuel von Butschky (1612-1678), poet și scriitor
- Christoph Schlüter (1614-1699), cleric
- Johann Klaj (1616-1656), poet pastoral
- Christian Brehme (1613-1667), poet, primar al Dresdei
- Caspar Ziegler (1621-1690), avocat, poet și compozitor
- David Schirmer (1623-1686), poet
- Enoch Gläser (1628-1668), jurist și poet pastoral
- Nicolaus von Gersdorf (1629-1702), jurist și diplomat săsesc
- Balthasar Kindermann (1636-1706), dramaturg și scriitor
- Heinrich Mühlpfort (1639-1681), poet baroc
- Christoph Kormart (1644-1701), romancier
- Anton Wilhelm Amo (c. 1700-1754), filosof și primul student african de culoare din Germania
- Christian Gottfried Oertel (1718-1775), funcționar public și scriitor specializat
- Philipp von Westphalen (1723-1792), confident și colaborator al ducelui Ferdinand de Brunswick
- Gotthold Ephraim Lessing (1729-1789), poet al Iluminismului
- August Apel (1771-1816), avocat și scriitor
- Friedrich Ferdinand Gottlieb von Globig (1771-1852), consilier privat al Saxoniei electorale și lord șambelan
- August Ludwig Gottlob Krehl (1784-1855), teolog și profesor universitar